# Birkenfeld (Unterfranken)
 For alternative betydninger, se Birkenfeld. (Se også artikler, som begynder med Birkenfeld)
Birkenfeld er en kommune i Landkreis Main-Spessart i regierungsbezirk Unterfranken i den tyske delstat Bayern. Den er en del af Verwaltungsgemeinschaft Marktheidenfeld.

## Geografi
Birkenfeld ligger i Region Main Spessart.
I kommunen ligger ud over Birkenfeld, landsbyen Billingshausen.